# 고든 올포트

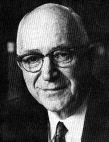

고든 윌러드 올포트(Gordon Willard Allport, 1897년 ~ 1967년)는 미국의 사회심리학자이다. 그는 인간의 행동은 효과의 법칙으로는 설명할 수 없으며, 의도에 대해서는 고찰하는 것만이 인간행동에 관한 이해를 깊게 한다고 주장하였다. 고든 윌러드 올포트(Gordon Willard Allport)는 성격 연구에 초점을 맞춘 최초의 심리학자 중 한 명으로 종종 성격 심리학의 창시자 중 한 명으로 불린다. 그는 가치 척도(values scales)의 형성에 기여했으며 종종 너무 깊이 해석적이라고 생각했던 성격에 대한 정신분석학적 접근 방식과 이러한 데이터에서 그리고 충분히 깊은 해석을 제공하지 못하는 행동적 접근 방식을 모두 거부하려했다. 이러한 대중적인 접근 방식 대신 그는 특성에 기반한 절충 이론을 개발했다. 그는 개성을 이해하기 위해 개인의 과거 연대기적 역사와는 달리 각 개인의 고유성과 현재 상황에서의 성향의 스펙트럼을 중요하게 강조했다.

## 특성이론
특성이론(特性理論)은 개인을 여러 심리적 특성을 내재한 존재로 전제한 후, 많은 사람들에게 공통된 여러 특성을 찾아내어 인간을 이해하려는 이론이다.
심리학에서 특성 이론(trait theory) 또는 성향 이론(dispositional theory)은 인간 성격 연구에 대한 접근 방식이다. 특성 이론가들은 주로 행동, 생각 및 감정의 습관적 패턴으로 정의 될 수있는 특성 측정에 관심이 있다. 이 관점에 따르면 특성은 시간이 지남에 따라 상대적으로 안정되고 개인마다 다르며 (예 : 일부 사람들은 외향적인 반면 다른 사람들은 그렇지 않거나 내향적인) 성격의 측면이며 상황에 따라 상대적으로 일관되며 행동에 영향을 준다. 이러한 측면에서 특성은 더 일시적인 성향에서의 상태와 대조된다.

## 같이 보기
- 최소 그룹 페러다임(Minimal group paradigm)
- 접촉가설(Contact hypothesis)
- 최소노력의 원칙
- 레이몬드 카텔
- MBTI